# Fred Kaspar
Fred Kaspar (* 9. Juli 1954 in Berlin) ist ein deutscher Volkskundler und Bauforscher. Von 1985 bis 2018 war er Konservator bei der LWL-Denkmalpflege, Landschafts- und Baukultur in Westfalen in Münster. Er gründete 2001 die „Stiftung Kleines Bürgerhaus“ und ist seither ihr Vorsitzender.

## Leben
Fred Kaspar wurde 1954 in Berlin geboren. Er studierte von 1975 bis 1982 Volkskunde, Kunstgeschichte sowie Vor- und Frühgeschichte an der Universität Münster. Schon im Grundstudium war er Mitarbeiter im DFG-Forschungsprojekt „Städtisches Bauen und Wohnen im Spätmittelalter und der frühen Neuzeit“. Mit seiner Promotion „Bauen und Wohnen in einer alten Hansestadt. Zur Nutzung von Wohnbauten zwischen dem 16. und 19. Jahrhundert dargestellt am Beispiel der Stadt Lemgo“ schloss er 1983 ab. Von 1985 bis 2018 arbeitete er als Bauhistoriker bei der LWL-Denkmalpflege, Landschafts- und Baukultur in Westfalen und war als Oberkonservator zuständig für die Inventarisation von Baudenkmälern in mehreren Landkreisen sowie für Fragen der Bauforschung. In dieser Zeit leitete er von 1992 bis 1997 die interdisziplinäre Arbeitsgruppe „Stadtforschung Minden“, die das zehnbändige Inventar der Bau- und Kunstdenkmäler der Stadt Minden erstellte.
Kaspar war Lehrbeauftragter an der Universität Münster, Mitglied der Volkskundlichen Kommission (jetzt Kommission für Alltagskulturforschung) für Westfalen, im wissenschaftlichen Beirat des Weserrenaissance-Museums Schloss Brake und im Beirat des Vereins für Geschichte und Altertumskunde Westfalens, im Kuratorium für vergleichende Städtegeschichte e. V. in Münster und der Altertumskommission für Westfalen-Lippe.

## Stiftertätigkeit
2001 gründete Kaspar zusammen mit Paul Artur Memmesheimer (1936–2022) die „Stiftung Kleines Bürgerhaus“ in der Treuhandschaft der Deutschen Stiftung Denkmalschutz. Der Bautyp „Kleines Bürgerhaus“ repräsentiert mit seiner baulichen Vielfalt die unterschiedlichen Wohn- und Lebensformen der kleinen Leute in den letzten 500 Jahren. Die „Buden“, „Gademe“, „Kotten“, „Speicher“ oder „Häusgen“genannten Kleinbauten sind ebenso zahlreich wie unauffällig. Sie bildeten aber das Gros des Baubestandes und prägen mit erhaltenen Beispielen seit dem 15. Jahrhundert das Bild der Städte und Gemeinden in Westfalen-Lippe. Trotz Denkmalschutz sind diese scheinbar unscheinbaren Bauten vielfach von Abriss, Verfall und undokumentiertem Verschwinden bedroht. 50 % des überlieferten Bestandes ist allein in den letzten Jahrzehnten abgebrochen worden.
Die Stiftung Kleines Bürgerhaus hat es sich zur Aufgabe gemacht, die architektonischen Zeugen der Alltagskultur vorangegangener Generationen zu erforschen, zu bewahren und einer breiten Öffentlichkeit zugänglich zu machen. Zweck der Stiftung ist die Förderung des Wissens um vergangene Bau- und Lebensformen im Kulturraum Westfalen-Lippe bei Laien und Fachleuten, die Unterstützung von Denkmalschutz und Denkmalpflege der baulichen Zeugnisse des städtischen Wohnens und der Alltagswelt in diesem Raum sowie die Erhaltung und Pflege der stiftungseigenen Baudenkmäler. In Erfüllung des Stiftungszwecks übernimmt sie auch einzelne Baudenkmäler in ihr Eigentum; außerdem vergibt sie seit 2010 alle zwei Jahre den Preis „scheinbar unscheinbar“, der mit € 10.000 dotiert ist und in den vier Kategorien Grundlagenforschung, Öffentlichkeitsarbeit (Vermittlung oder Präsentation), historische Dokumentation und Rettungs- oder Nutzungskonzept vergeben wird. Zudem werden undotierte Anerkennungen ausgesprochen. Bewerben können sich Eigentümer und Eigentümerinnen von Denkmälern, die ein kleines Bürgerhaus besitzen und ein innovatives Konzept zu dessen Rettung, Nutzung, Dokumentation, Erforschung oder Vermittlung entwickelt haben. Dies können Einzelpersonen ebenso sein wie Gruppen, Vereine oder Initiativen, gleich ob sie Laien oder Fachleute sind. Zur Erforschung, Bewahrung und Bewusstseinsbildung trägt zudem die 2011 gegründete Schriftenreihe „Einblicke“ bei, die die Vielschichtigkeit kleiner Bürgerhäuser und die Wohn- und Lebensformen, denen diese Bauten dienten, dokumentiert.

## Forschungsthemen
Forschungs- und Interessensschwerpunkte von Fred Kaspar, die sich in bisher (Stand: 2023) rund 300 Schriften und Publikationen niedergeschlagen haben, sind das städtische Bauen und Wohnen, Geschichte der Bautechniken und des Fachwerkbaus sowie Geschichte des Bäder- und Kurwesens einschließlich der Salinen. Sein Erkenntnisinteresse bezieht sich nicht nur auf die Baugeschichte von Denkmälern und Ensembles, sondern auch auf die Bewohner und Bewohnerinnen, die Nutzungen und den gewachsenen städtebaulichen Kontext. Häuser begreift er als sozial- und alltagsgeschichtliche Sachquellen, die gemäß des ersten, 1980 erlassenen nordrhein-westfälischen Denkmalschutzgesetzes „die Lebensweise, Gepflogenheiten sowie die politischen, kulturellen, wirtschaftlichen und sozialen Verhältnisse dokumentieren“. Dieses seinerzeit innovative Verständnis, das aus der Erweiterung des Denkmalbegriffes nicht zuletzt infolge des europäischen Denkmalschutzjahres 1975 resultiert, lag konzeptionell auch dem zehnbändigen Inventar der Stadt Minden zugrunde; als Projektleiter und Mitherausgeber trug Kaspar Verantwortung für dieses programmatische Werk, das sich grundsätzlich von herkömmlichen Bau- und Kunstdenkmal-Inventaren unterscheidet.
Entdeckung, Erforschung und Erhaltung des scheinbar Unscheinbaren kennzeichnen die Arbeit und Initiativen von Kaspar; davon zeugen nicht nur die Stiftung Kleines Bürgerhaus und der von ihr vergebene Preis, sondern auch Schriften, in denen er vermeintlich abseitige Bautypen aufgreift, wie etwa die „Engländersiedlungen“ oder die sogenannten Behelfsheime nach dem Zweiten Weltkrieg. Sein tiefgehendes Interesse an orts- und sozialgeschichtlichen sowie volkskundlichen Themen ist nicht nur auf Westfalen und die Alltagskultur gerichtet. Kaspar ist auch ein ausgewiesener Kenner des europäischen Kur- und Bäderwesens; als Experte hat er bei der Erarbeitung des Welterbeantrags von Bad Kissingen im Rahmen der Nominierung der beutenden Kurstädte Europas mitgewirkt.
Gemeinsam mit Paul Artur Memmesheimer hat Fred Kaspar über Jahrzehnte romantische Landschaftsgemälde des 19. Jahrhunderts gesammelt, die die „wilde Natur“ in den Alpen mit Wäldern, Wasserfällen und Gletschern zeigen. Das Auswahlkriterium beim Aufbau der Sammlung war nicht allein die künstlerische Qualität, sondern auch Fragen der Rezeption, weshalb sowohl eigenständige, großformatige Kompositionen als auch seriell erzeugte kleine Souvenirbilder zum Sammlungsbestand gehören; zusammen dokumentieren sie Aspekte der Wohnvorstellungen und die Alpenbegeisterung bürgerlicher Schichten im 19. Jahrhundert. Die Sammlung befindet sich heute im Haus Poelmahn in Vlotho und kann nach Voranmeldung besichtigt werden.

## Veröffentlichungen (Auswahl)
- (mit Karoline Terlau) Hattingen. Zum Baubestand einer westfälischen Kleinstadt vor 1700. (= Beiträge zur Volkskultur in Nordwestdeutschland Bd. 24.) Münster 1980.
- Die Heimlichkeit. Der Abort als baulicher Luxus reicher Lemgoer Bürger um 1600. In: Lemgoer Hefte 18, 1982, S. 16–19.
- Holz- und Steinbau in Lemgo, in: Jahrbuch für Hausforschung 33 (1983) S. 103–135.
- Das Hexenbürgermeisterhaus in Lemgo als Beispiel bürgerlichen Bauens und Wohnens, Bielefeld 1984.
- Bauen und Wohnen in einer alten Hansestadt. Zur Nutzung von Wohnbauten zwischen dem 16. und dem 19. Jahrhundert, dargestellt am Beispiel der Stadt Lemgo. (= Denkmalpflege und Forschung in Westfalen Bd. 9), Bonn 1985.
- Fachwerkbauten des 14. bis 16. Jahrhunderts in Westfalen (= Beiträge zur Volkskultur in Nordwestdeutschland, Heft 52). F. Coppenrath, Münster 1986. (Digitalisat auf lwl.org, abgerufen am 18. August 2024)
- Zur Baukultur städtischer Höfe in der frühen Neuzeit: In: Adelshöfe in Westfalen. (= Schriften des Weserrenaissancemuseum Schloß Brake Bd. 3), München 1989, S. 32–61.
- Alltagswelt in Dorf und Kleinstadt. Bilder und Berichte aus westfälischen Archiven, Wiedenbrück 1989.
- Die Altstadt von Bad Salzuflen als Geschichtsdenkmal. In: Franz Meyer: 500 Jahre Stadt Salzuflen 1488–1988, Bad Salzuflen 1989, S. 137–160.
- Brunnenkur und Sommerlust. Gesundbrunnen und Kleinbäder in Westfalen, Bielefeld 1993.
- Höfe in der Stadt. Bürger, Bauer, Edelmann. Minden – Sonderfall oder beispielhaft? In: Der Adel in der Stadt des Mittelalters und der Frühen Neuzeit. (= Materialien zur Kunst- und Kulturgeschichte in Nord- und Westdeutschland Bd. 25), Marburg 1996, S. 155–168.
- Der Bahnhof Minden. Zur Kultur-, Sozial- und Siedlungsgeschichte eines Bahnprojektes. In: Karl Peter Ellerbrock / Marina Schuster: 150 Jahre Köln-Mindener Eisenbahn, Essen 1997, S. 161–171.
- Minden außerhalb der Stadtmauern. (= Die Bau- und Kunstdenkmäler von Westfalen Bd. 50: Stadt Minden Teil V, in 2 Teilbänden), Essen 1998.
- Baudenkmale – Quellen historischer Zustände oder Belege wissenschaftlicher Imaginationen? Das Haus Hökerstraße 4 in Herford, In: Maike Kozok: Festschrift für Cord Meckseper, Petersberg 1999, S. 312–328.
- (mit Peter Barthold) Altstadt. Die Profanbauten. (= Die Bau- und Kunstdenkmäler von Westfalen Bd. 50: Stadt Minden Teil IV/3, in 2 Teilbänden), Essen 2000.
- Unterschichtenwohnen in Westfalens Städten zur frühen Neuzeit, insbesondere am Beispiel der Stadt Warendorf. Stand der Forschung, offene Fragen und denkmalpflegerische Konzepte. In: Westfälische Zeitschrift 151/152 (2001/2002), S. 133–152.
- (mit Ulf-Dietrich Korn) Einführungen und Darstellung der prägenden Strukturen. (= Die Bau- und Kunstdenkmäler von Westfalen Bd. 50: Stadt Minden Teil I), Essen 2003.
- Der Kirchhof als religiöser und sozialer Ort. Bauhistorische Überlegungen an westfälischen Beispielen. In: Jan Brademann und Werner Freitag: Leben bei den Toten. Kirchhöfe in der ländlichen Gesellschaft der Vormoderne, Münster 2007, S. 293–328 und Tafel III–VI.
- Ist das Haus das „ganze Haus“? Private Bereiche im öffentlichen Raum – Fragen im Grenzbereich zwischen Nahrungsgeschichte, Möbelkunde und Hausforschung. In: Rheinisch-westfälische Zeitschrift für Volkskunde 53 (2008), S. 343–353.
- Das Wohnhaus eines Vikars und sein Vikariatshof (unter Mitarbeit von Laurenz Sandmann). In: Fred Kaspar: Zum Leben, Wohnen und Wirtschaften in historischen Bürgerhäusern. (= Einblicke Bd. 2), Petersberg 2012, S. 92–145.
- „Daruf einen hauffen gedeme machet.“ Kleine Häuser in großen Reihen. Gadem und Bude, Speicher und Häuschen als Mietwohnung in Nordwestdeutschland In: Fred Kaspar: Kleine Häuser in großen Reihen. (= Einblicke Bd. 3), Petersberg 2014, S. 48–106
- Wohnungsnot in der Garnison und städtische Miethäuser um 1700. Von der Wedemhove zur Bülstraße in Warendorf In: Fred Kaspar: Kleine Häuser in großen Reihen. (= Einblicke Bd. 3), Petersberg 2014, S. 121–151.
- Vom kirchlichen Zentrum und Schutzort zur Traditionsinsel: Der Kirchhof in Gütersloh. In: Fred Kaspar: Im Speicher auf dem Kirchhof. Wohnen und Arbeiten im Zentrum von Kleinstadt und Dorf. (= Einblicke Bd. 5), Petersberg 2018, S. 92–149.
- Krambude, Marktstand, Laden und Boutique – Arbeiten, Handeln und Wohnen im Stadtzentrum. In: Fred Kaspar: Krambude, Boutique und Laden. (= Einblicke Bd. 6), Petersberg 2021, S. 12–101.

## Ehrungen
- 1989: Karl-Zuhorn-Preis des Landschaftsverbandes Westfalen-Lippe (LWL)